# Paul Wekesa
Paul Wekesa (Nairobi, 2 luglio 1967) è un ex tennista keniota.

## Carriera
Ottenne il suo best ranking in singolare il 1º maggio 1995 con la 100ª posizione, mentre nel doppio divenne il 23 marzo 1992, il 66º del ranking ATP.
Specialista del doppio, vinse in carriera tre tornei del circuito ATP su un totale di sei finali disputate. Il primo successo avvenne nel 1988 nel Tel Aviv Open, in coppia con il bahamense Roger Smith; in quell'occasione superarono in finale la coppia formata dai tedeschi Patrick Baur e Alexander Mronz con il punteggio di 6-3, 6-3. Le altre vittorie furono ottenute nel Seoul Open 1989 e nel Birmingham Open 1991. Nel 1992 raggiunse i quarti di finale dell'Australian Open in coppia con l'israeliano Gilad Bloom; vennero sconfitti dalle teste di serie numero due, gli statunitensi Scott Davis e David Pate in quattro set. Nel circuito ATP Challenger Series vinse, inoltre, tre tornei in singolare e sei in doppio.
Fece parte della squadra keniota di Coppa Davis dal 1986 al 1998 con un bilancio complessivo di ventitré vittorie e quattordici sconfitte.

## Statistiche

### Tornei ATP

#### Doppio

##### Vittorie (3)
| Legenda                                              |
| Grande Slam (0)                                      |
| ATP World Tour Finals (0)                            |
| ATP Super 9 / ATP Masters Series (0)                 |
| ATP Championship Series / ATP International Gold (0) |
| ATP World Series / ATP International Series (3)      |

| Numero | Data            | Torneo                      | Superficie    | Compagno      | Avversari in finale           | Punteggio |
| 1.     | 10 ottobre 1988 | Tel Aviv Open, Tel Aviv     | Cemento       | Roger Smith   | Patrick Baur Alexander Mronz  | 6-3, 6-3  |
| 2.     | 10 aprile 1989  | Seoul Open, Seul            | Cemento       | Scott Davis   | John Letts Bruce Man Son Hing | 6-2, 6-4  |
| 3.     | 4 novembre 1991 | Birmingham Open, Birmingham | Sintetico (i) | Jacco Eltingh | Ronnie Båthman Rikard Bergh   | 7-5, 7-5  |

##### Sconfitte in finale (3)
| Legenda                                              |
| Grande Slam (0)                                      |
| ATP World Tour Finals (0)                            |
| ATP Super 9 / ATP Masters Series (0)                 |
| ATP Championship Series / ATP International Gold (0) |
| ATP World Series / ATP International Series (3)      |

| Numero | Data           | Torneo                        | Superficie  | Compagno        | Avversari in finale        | Punteggio     |
| 1.     | 24 aprile 1989 | Singapore Open, Singapore     | Cemento     | Paul Chamberlin | Rick Leach Jim Pugh        | 6-2, 6-7, 4-6 |
| 2.     | 30 luglio 1990 | Los Angeles Open, Los Angeles | Cemento     | Peter Lundgren  | Scott Davis David Pate     | 6-3, 1-6, 3-6 |
| 3.     | 22 agosto 1994 | Croatia Open Umag, Umago      | Terra rossa | Karol Kučera    | Diego Pérez Francisco Roig | 2-6, 4-6      |

### Tornei minori

#### Singolare

##### Vittorie (3)
| Legenda tornei minori |
| Challenger (3)        |
| Futures (0)           |

| Numero | Data             | Torneo                               | Superficie  | Avversario in finale | Punteggio     |
| 1.     | 22 febbraio 1988 | Nairobi Challenger, Nairobi          | Terra rossa | João Cunha e Silva   | 7-6, 3-6, 6-3 |
| 2.     | 5 settembre 1994 | Azores Challenger, Azzorre           | Cemento     | Frederik Fetterlein  | 6-3, 1-6, 6-1 |
| 3.     | 12 dicembre 1994 | Andorra Challenger, Andorra la Vella | Cemento (i) | Cristiano Caratti    | 6-4, 7-5      |

#### Doppio

##### Vittorie (6)
| Legenda tornei minori |
| Challenger (6)        |
| Futures (0)           |

| Numero | Data             | Torneo                                          | Superficie    | Compagno      | Avversari in finale               | Punteggio |
| 1.     | 12 giugno 1989   | Gevrey-Chambertin Challenger, Gevrey-Chambertin | Sintetico (i) | Nduka Odizor  | Brad Pearce Greg Van Emburgh      | 6-4, 6-2  |
| 2.     | 10 luglio 1989   | Dublin Challenger, Dublino                      | Sintetico     | Ugo Colombini | Ted Scherman Peter Wright         | 6-4, 6-4  |
| 3.     | 7 maggio 1990    | Kuala Lumpur Challenger, Kuala Lumpur           | Cemento       | Nduka Odizor  | Jonathan Canter Bruce Derlin      | 6-3, 6-4  |
| 4.     | 17 dicembre 1990 | Hong Kong Challenger, Hong Kong                 | Cemento       | Neil Borwick  | Christian Geyer Christian Saceanu | 6-2, 6-2  |
| 5.     | 4 febbraio 1991  | Lagos Open, Lagos                               | Cemento       | Ugo Colombini | Daniel Marco Clément N'Goran      | 7-5, 6-1  |
| 6.     | 29 aprile 1991   | Kuala Lumpur Challenger, Kuala Lumpur           | Cemento       | Andrew Castle | Ģirts Dzelde James Turner         | 7-6, 6-3  |